# Лобова Олена Всеволодівна
Ло́бова Олена Всеволодівна (7 червня 1902 року, Орел — 16 березня 2000 року,) — радянський російський ґрунтознавець, фізико-географ, картограф. Доктор сільськогосподарських наук (1959). Мала заслужений авторитет, її праці добре знали колеги в СРСР і за кордоном.

## Біографія
Олена Всеволодівна народилась 7 червня 1902 року в місті Орел Центральночерноземного району Росії в родині хорунжого Оренбурзького козацького війська і вчительки іноземних мов. Батько загинув на війні 1914 року. Мати — старша дочка священика, закінчила Інститут шляхетних дівчат в Орлі. У 1920-х роках вступила на географічний факультет Санкт-Петербурзького університету. Під час навчання була в експедиції Сергія Семеновича Неуструєва до Середньої Азії. Проводила ґрунтові зйомки на Устюрті, в Західному Казахстані.
1928 року одружилася з І. П. Герасимовим, від шлюбу з яким мала доньку.
З 1934 по 1940 рік працювала в Ґрунтовому інституті імені В. В. Докучаєва. 1940 року під науковим керівництвом Неуструєва С. С. захистила кандидатську дисертацію на тему «Ґрунти і земельні ресурси Південно-Західної Туркменії» (рос. Почвы и земельные ресурсы Юго-Западной Туркмении). Лобовою в складі експедиції 1951—1952 років були створені перші ґрунтові карти долини Узбоя уздовж траси Каракумського каналу. Проводила ґрунтові зйомки в дельтах Амудар'ї, Теджена, Мургаба, Атрека, у Каракумах, Кизилкумах. 1959 року захистила докторську дисертацію на тему «Ґрунти пустельної зони» (рос. Почвы пустынной зоны). У 1960—1964 роках віце-президент V комісії Міжнародної організації ґрунтів «Географія і картографія ґрунтів». У 1961—1974 роках була членом Міжнародного консультативного комітету з проекту ФАО/ЮНЕСКО «Ґрунтова карта світу», за результатами діяльності якої отримала державну премію 1985 року.
1971 року Лобова очолює лабораторію картографії та географії ґрунтів Інституту агрохімії та ґрунтознавства АН СРСР у Пущино. На цей час припадає її плідна робота над створенням ґрунтових карт регіонів СРСР, географії ґрунтів, поширення аридності у світі.
Померла Олена Всеволодівна 16 березня 2000 року.

## Наукові праці
Наукові праці з питань географії та картографії ґрунтів. Лобова Олена Всеволодівна автор понад 200 наукових праць, у тому числі 5 книг і 35 статей у журналі «Ґрунтознавство».

### Карти
- Ґрунтова карта Азії (масштаб 1:6 млн).
- Ґрунтова карта Казахстану (масштаб 1:2,5 млн).
- Ґрунтова карта Туркменської РСР (масштаб 1:1 млн).
- Ґрунтова карта Середньої Азії (масштаб 1:2,5 млн).
- Ґрунтова карта Європейської частини СРСР (масштаб 1:2,5 млн млн).
- Ґрунтова карта СРСР (масштаб 1:4 млн), спільно з М. М. Розовим. Отримала золоту медаль на Міжнародній виставці в Брюсселі 1958 року[3].
- Ґрунтова карта світу (масштаб 1:1 млн), 1975 рік.
- Карта аридності територій світу, 1977 рік.

### Монографії
- (рос.) Лобова Е. В. Почвы пустынной зоны СССР. — М., 1960.
- (рос.) Лобова Е. В. Общие принципы, положенные в основу составления Почвенной карты мира масштаба 1:10 млн. — М., 1975.
- (рос.) Лобова Е. В. Площади почв мира по материкам. — М., 1980.
- (рос.) Лобова Е. В., Хабаров А. В. Почвы. — М. : Мысль, 1983. — 304 с. — (Природа мира) — 40 тис. прим. — Видання від фахівців-ґрунтознавців, що містить вичерпну характеристику ґрунтового покриву світу. Подані склад ґрунтів, продуктивність, географічне поширення відповідно до їхнього положення в природних зонах. У вступі розглядаються загальні закономірності поширення ґрунтів по планеті. Опису ґрунтів кожного континенту передують загальні відомості та характеристика історії їхнього дослідження. Видання добре ілюстроване кольоровими фотографіями різноманітних ґрунтових профілів[4].

## Нагороди і відзнаки
- 1948 — перший лауреат (разом із Розовим М. М.) премії імені В. В. Докучаєва.
- 1985 — Державна премія СРСР за діяльність у складі Міжнародного консультативного комітету з проекту «Ґрунтова карта світу»[1].